# Човек који је бомбардовао Београд
Човек који је бомбардовао Београд је југословенски телевизијски филм из 1976. године. Режирао га је Сава Мрмак, а сценарио је писао Синиша Павић.

## Кратак садржај
У драми је обрађен случај немачког генерала Александера Лера непосредно одговорног за напад на Београд 6. априла 1941, као и за припрему, организацију и спровођење Четврте и Пете офанзиве.

## Улоге
| Глумац              | Улога                            |
| ------------------- | -------------------------------- |
| Милан Пузић         | Генерал Александер Лер           |
| Предраг Тасовац     | Генерал Јозеф Киблер             |
| Мирослав Петровић   | Генерал Адалберт Лончар          |
| Миодраг Радовановић | Генерал Фриц Најдхолд            |
| Рамиз Секић         | Генерал Аугуст Шмитхубер         |
| Светолик Никачевић  | Фелдмаршал Евалд фон Клајст      |
| Драган Зарић        | Капетан Паул Герхард             |
| Марко Тодоровић     | Војни тужилац                    |
| Јован Милићевић     | Председник суда                  |
| Урош Гловачки       | Војни бранилац                   |
| Бранко Милићевић    | Надзорник затвора                |
| Деса Берић          | Др Надежда Матић ... сведок (II) |
| Богдан Јакуш        | Сведок (I)                       |
| Љуба Ковачевић      | Сведок (IV)                      |
| Иван Манојловић     | Фотограф у суду                  |
| Олга Познатов       | Сведок (III)                     |
| Душан Тадић         | Војно лице                       |